# Collins (bicchiere)

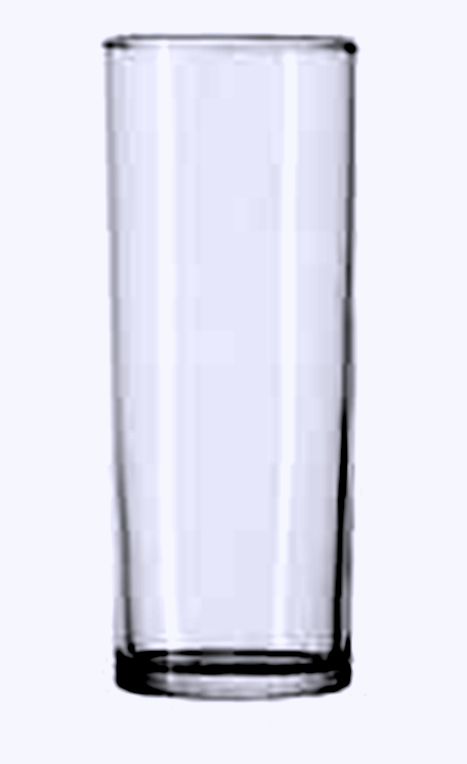

Il collins è un bicchiere di tipo tumbler della capacità da 300 a 410 ml
utilizzato per servire drink miscelati quali appunto il Tom Collins dal quale prende il nome. Altri cocktail lo usano come il mojito. Il bicchiere collins è più stretto e meno capace dell'highball che è simile.